# Jeff Lloyd
Jeffrey John Lloyd (St. Marys, 14 marzo 1954) è un ex giocatore di football americano statunitense che ha militato nel ruolo di defensive end nella National Football League (NFL).

## Carriera
Lloyd fu scelto dai Seattle Seahawks nel corso del terzo giro (62º assoluto) del Draft NFL 1976, venendo svincolato prima dell'inizio della stagione.  Si unì così ai Buffalo Bills con cui disputò 9 partite nel 1976. Dopo essere rimasto fermo per tutta la stagione 1977 firmò con i Buffalo Bills. Con essi disputò l'ultima stagione professionistica giocando tutte le 16 partite, di cui 4 come titolare, recuperando un fumble